# Научен център и технологичен музей
Научният център и технологичен музей (НОЕСИС) (на гръцки: Κέντρο Διάδοσης Επιστημών & Μουσείο Τεχνολογίας (ΝΟΗΣΙΣ)) е музей в град Солун, Гърция. Музеят е основан в 1978 година.
Основната цел на музея да предложи на обществото, среда която улеснява запознаването с и разбирането на науката и технологиите. Фондацията се занимава активно и със защитата на гръцкото технологично наследство. НОЕСИС има 150-местен цифров планетариум, 300-местен космотеатър, с най-големия плосък екран в Гърция, 200-местен амфитеатър, както и театър за симлиране на движение с три платформи, 3-D проекция, и 6-осно движение.

## История
НОЕСИС е основан през 1978 г. като културна и образователна организация с нестопанска цел. През 1998 г. музеят инициира проект, които са насочени към изграждането на нова сграда и развитието на нов спектър от дейности. Проектът е завършен успешно и е основана новата фондация „Научният център и технологичен музей (НОЕСИС)“. Проектът е с общ бюджет от приблизително € 29 милиона и е съфинансиран от Европейския съюз, ЕИЗ - ЕАСТ и гръцкото правителство.

## Колекции и изложби
Музея предлага много изложби, включително „Технология на транспорта“, в която има модели коли, отбелязващи повратни точки в историята на автомобила.
- Планетариумът
- Симулаторът на движение
- Аудиторията